# Банковская транзакция
Транза́кция, или транса́кция (англ. bank transaction, от лат. transactio — соглашение, договор) — в общем случае, любая сделка с использованием банковского счёта. Различают онлайн-транзакции, выполняющиеся в режиме реального времени между всеми заинтересованными сторонами, и офлайн-транзакции.
Как итоговая часть банковской операции, транзакция может быть инициирована подачей письменного распоряжения в банк, электронным распоряжением через системы интернет-банкинга или иные коммуникационные системы, а также при помощи какого-либо платёжного инструмента.

## Проведение транзакции[1]
Наиболее распространённым случаем является банковская операция по оплате банковской платёжной картой в торгово-сервисном предприятии. Такая транзакция начинается, когда держатель карты решает оплатить товар или услугу, и передаёт карту (либо оплачивает сам) кассовому работнику. 
Посредством POS-терминала, в целях аутентификации держателя, информация о карте из терминала передаётся в банк-эквайер, обслуживающий данный терминал, и имеющий соглашение с владельцем торговой точки. В зависимости от договорённостей торговая точка оплачивает банку комиссию за его участие в обработке транзакции.
Далее банк-эквайер передаёт информацию в платёжную систему, обслуживающую данную карту. Там данные попадают в операционный центр, к которому подключены банки-участники платёжной системы. В этом центре проходит проверка на предмет наличия или отсутствия платёжных данных карты в стоп-листе и в зависимости от полученного результата в транзакции отказывается или она одобряется с дальнейшим направлением в банк-эмитент, выпустивший данную карту, и обслуживающий привязанный к ней банковский счёт/счета клиента. 
Здесь она попадает в процессинговый и авторизационный центр, в котором проводятся расширенные проверки на легальность обрабатываемой транзакции. При подозрении на мошенничество или нарушение условий обслуживания даётся отказ. В зависимости от типа карты (дебетовая или кредитная) и установленного банком приоритета авторизации здесь может проводиться проверка доступного остатка средств на счёте или платёжного лимита, а также сверяться авторизационный PIN-код держателя. При удовлетворении всем проверкам эмитент одобряет операцию и в рамках транзакции, также через платёжную систему, ответ даётся в торговую точку. 
Путём взаиморасчётов с платёжной системой эмитент перечисляет эквайеру сумму запрашиваемых по транзакции средств, а также комиссию платёжной системы за обработку транзакции.
В свою очередь, с клиентского счёта банк списывает оплачиваемую и подтверждённую клиентом к оплате сумму денег (для дебетовых карт) или уменьшает доступный платёжный лимит, тем самым резервируя часть средств к последующему списанию (для кредитных карт). Транзакция завершается в момент поступления обратно в торговую точку ответа с одобрением или отказом.
Примерами аналогичных транзакций могут служить комплекс действий при поручении банку перевести денежные средства с одного счёта на другой или операция снятия наличных в банкомате (как с участием банковской карты, так и без неё).
При офлайн-транзакции операция может проводиться без обращения к банку-эквайеру и следуемых за этим проверочных мероприятий. Это действует для карточных счетов, на которых доступный для траты по карте остаток заранее резервируется банком и в памяти POS-терминала остаются данные о сумме оплаты и реквизитах карты. В пределах доступного карте остатка средства одобряются для списания, но само оно происходит значительно позже после подключения терминала к каналу связи и передачи накопленной информации в обслуживающий банк. В России такой способ оплаты был доступен по картам платёжной системы СБЕРКАРТ и другие.